# Nesiotochernes stewartensis
Nesiotochernes stewartensis är en spindeldjursart som beskrevs av Beier 1976. Nesiotochernes stewartensis ingår i släktet Nesiotochernes och familjen blindklokrypare. Inga underarter finns listade i Catalogue of Life.